# Spränghandgranat m/2000
Spränghandgranat m/2000 (Shgr 2000) är en handgranat som används i svenska Försvarsmakten. Verkansdelen består av 90 g hexotol med en stålspiral runt som ger cirka 1100 splitter samt 230 stålkulor. Den har liksom sin föregångare spränghandgranat m/90 två säkringar. 
Fördelen med spränghandgranat 2000 gentemot spränghandgranat 90 och spränghandgranat m/56 är det minskade riskavståndet för flygande splitter. På shgr 2000 är riskavståndet 50 meter mot 100 meter för sgr 90 och flera hundra meter för shgr 56.